# Sofia Vinci
Sofia Vinci (Siracusa, 25 marzo 1966) è un'ex cestista e dirigente sportiva italiana.
Guardia di 175 cm, ha giocato in Serie A1 con Priolo e con la Nazionale italiana.
Con 74 gare disputate in 12 diverse stagioni, è la cestista siciliana più presente nelle coppe europee.

## Carriera

### Nei club

Sofia Vinci nel 1989.

È stata una delle protagoniste dei due scudetti dell'Enichem Priolo di Santino Coppa, nel 1988-89 e nel 1999-00, e della vittoria dell'Eurolega nel 1990. Si è ritirata nel 2003. La sua maglia, la 14, è stata ufficialmente ritirata nel corso dei festeggiamenti dei vent'anni della squadra in Serie A1.
Il 19 febbraio 2006 torna in campo con la maglia della Virtus Siracusa, in Serie B.

### In Nazionale
Ha vestito la maglia della selezione siciliana Under 16 al Trofeo delle Regioni Decio Scuri 1982.
Ha disputato tre europei giovanili. Nell'EuroBasket Cadette 1982 e nell'EuroBasket Juniores 1983 ha conquistato la medaglia di bronzo; nel 1984 l'Italia under 18 chiude quinta.
Notata da Vittorio Tracuzzi, fino al 1989 ha disputato 17 gare con le azzurre.

### Come dirigente
Dopo il ritiro, è stata prima team manager, poi responsabile delle giovanili del Priolo. Nell'estate 2011 è stata anche allenatrice ad interim della prima squadra, poi ripresa in mano da Santino Coppa.
Nel 2017 con il contemporaneo ripescaggio della Nuova Trogylos Priolo in Serie B le viene affidato il progetto tecnico di rilancio del club.

## Statistiche

### Statistiche in campionato
Dati aggiornati al 30 giugno 2003
| Stagione        | Squadra            | Competizione    | Partite | Partite | Partite | Statistiche tiro | Statistiche tiro | Statistiche tiro | Altre statistiche | Altre statistiche | Altre statistiche | Altre statistiche | Altre statistiche |
| Stagione        | Squadra            | Competizione    | Pres.   | Titol.  | Minuti  | Tiri da 2        | Tiri da 3        | Liberi           | Rimb.             | Assist            | Rubate            | Stopp.            | Punti             |
| --------------- | ------------------ | --------------- | ------- | ------- | ------- | ---------------- | ---------------- | ---------------- | ----------------- | ----------------- | ----------------- | ----------------- | ----------------- |
| 1982-1983       | Trogylos Priolo    | Serie A2        |         |         |         |                  |                  |                  |                   |                   |                   |                   |                   |
| 1983-1984       | Trogylos Priolo    | Serie A2        |         |         |         |                  |                  |                  |                   |                   |                   |                   |                   |
| 1984-1985       | Trogylos Priolo    | Serie A2        |         |         |         |                  |                  |                  |                   |                   |                   |                   |                   |
| 1985-1986       | Trogylos Priolo    | Serie A2        |         |         |         |                  |                  |                  |                   |                   |                   |                   |                   |
| 1986-1987       | Polenghi Priolo    | Serie A1        | 32      |         |         |                  |                  |                  |                   |                   |                   |                   | 361               |
| 1987-1988       | Ibla Priolo        | Serie A1        | 16      |         |         |                  |                  |                  |                   |                   |                   |                   | 142               |
| 1988-1989       | Enichem Priolo     | Serie A1        | 28      |         |         |                  |                  |                  |                   |                   |                   |                   | 174               |
| 1989-1990       | Trogylos Priolo    | Serie A1        | 25      |         | 587     | 44/119           | 3/14             | 49/80            | 46                | 33                | 39                |                   | 146               |
| 1990-1991       | Enichem Priolo     | Serie A1        | 30      |         | 603     | 57/136           | 1/9              | 73/114           | 40                |                   | 24                |                   | 190               |
| 1991-1992       | Enichem Priolo     | Serie A1        | 26      |         | 306     | 21/48            | 3/9              | 20/37            | 20                | 1                 | 18                |                   | 71                |
| 1992-1993       | Enichem Priolo     | Serie A1        | 28      |         | 715     | 46/109           | 13/42            | 42/72            | 44                | 2                 | 43                |                   | 173               |
| 1993-1994       | Trogylos Priolo    | Serie A1        | 14      |         | 206     | 10/28            | 0/2              | 7/13             | 20                | 1                 | 11                |                   | 27                |
| 1994-1995       | Isab Priolo        | Serie A1        | 13      |         | 135     | 3/12             | 2/10             | 3/4              | 10                | 1                 | 2                 |                   | 15                |
| 1995-1996       | Isab Energy Priolo | Serie A1        | 27      |         | 460     | 23/53            | 10/26            | 25/36            | 26                | 0                 | 28                |                   | 101               |
| 1996-1997       | Isab Energy Priolo | Serie A1        | 13      |         | 232     | 5/15             | 4/12             | 14/19            | 15                | 1                 | 9                 |                   | 36                |
| 1997-1998       | Isab Energy Priolo | Serie A1        | 25      |         | 659     | 28/76            | 15/36            | 43/58            | 42                | 11                | 21                |                   | 144               |
| 1998-1999       | Isab Energy Priolo | Serie A1        | 19      |         | 364     | 6/20             | 4/20             | 9/14             | 18                | 5                 | 11                |                   | 33                |
| 1999-2000       | Isab Energy Priolo | Serie A1        | 31      |         | 504     | 22/54            | 7/32             | 22/30            | 21                | 5                 | 23                |                   | 87                |
| 2000-2001       | Isab Energy Priolo | Serie A1        | 24      |         | 389     | 10/40            | 7/24             | 24/36            | 28                | 8                 | 19                |                   | 65                |
| 2001-2002       | Trogylos Priolo    | Serie A1        | 18      |         | 324     | 12/35            | 3/16             | 23/27            | 27                | 4                 | 10                |                   | 56                |
| 2002-2003       | Acer Priolo        | Serie A1        | 9       |         | 105     | 6/12             | 2/4              | 9/13             | 9                 | 0                 | 6                 |                   | 27                |
| 2005-2006       | Virtus Siracusa    | Serie B         |         |         |         |                  |                  |                  |                   |                   |                   |                   |                   |
| Totale carriera | Totale carriera    | Totale carriera | 378     |         | 5.589   | 293/757          | 74/256           | 363/553          | 366               | 72                | 264               |                   | 1.848             |

### Statistiche nelle coppe europee
Dati aggiornati al 30 giugno 2003
| Stagione        | Squadra            | Competizione    | Partite | Partite | Partite | Statistiche tiro | Statistiche tiro | Statistiche tiro | Altre statistiche | Altre statistiche | Altre statistiche | Altre statistiche | Altre statistiche |
| Stagione        | Squadra            | Competizione    | Pres.   | Titol.  | Minuti  | Tiri da 2        | Tiri da 3        | Liberi           | Rimb.             | Assist            | Rubate            | Stopp.            | Punti             |
| --------------- | ------------------ | --------------- | ------- | ------- | ------- | ---------------- | ---------------- | ---------------- | ----------------- | ----------------- | ----------------- | ----------------- | ----------------- |
| 1986-1987       | Polenghi Priolo    | Ronchetti       | 4       |         |         |                  |                  |                  |                   |                   |                   |                   | 49                |
| 1987-1988       | Ibla Priolo        | Ronchetti       | 3       |         |         |                  |                  |                  |                   |                   |                   |                   | 27                |
| 1988-1989       | Enichem Priolo     | Ronchetti       | 5       |         |         |                  |                  |                  |                   |                   |                   |                   | 28                |
| 1989-1990       | Enimont Priolo     | C. Campioni     | 12      |         |         |                  |                  |                  |                   |                   |                   |                   | 72                |
| 1990-1991       | Enichem Priolo     | Ronchetti       | 5       |         |         |                  |                  |                  |                   |                   |                   |                   | 46                |
| 1991-1992       | Enichem Priolo     | Ronchetti       | 9       |         | 38      | 1/8              | 0/0              | 2/4              | 6                 | 3                 | 1                 |                   | 30                |
| 1992-1993       | Enichem Priolo     | Ronchetti       | 1       |         | 35      | 2/9              | 0/2              | 4/4              | 1                 | 0                 | 3                 |                   | 8                 |
| 1994-1995       | Isab Priolo        | Ronchetti       | 5       |         | 69      | 0/3              | 0/3              | 2/2              | 0                 | 0                 | 4                 |                   | 3                 |
| 1997-1998       | Isab Energy Priolo | Ronchetti       | 6       |         | 124     | 9/17             | 1/4              | 6/8              | 5                 | 5                 | 3                 |                   | 33                |
| 1998-1999       | Isab Energy Priolo | Ronchetti       | 10      |         | 211     | 4/11             | 1/11             | 12/18            | 8                 | 6                 | 8                 |                   | 23                |
| 1999-2000       | Isab Energy Priolo | Ronchetti       | 2       |         | 23      | 2/6              | 1/2              | 0/0              | 1                 | 1                 | 1                 |                   | 7                 |
| 2000-2001       | Isab Energy Priolo | Eurolega        | 12      |         | 219     | 15/31            | 2/13             | 11/14            | 17                | 11                | 11                |                   | 47                |
| Totale carriera | Totale carriera    | Totale carriera | 74      |         | 719     | 33/85            | 5/35             | 30/50            | 38                | 26                | 31                |                   | 373               |

### Cronologia presenze e punti in Nazionale

Sofia Vinci nel 1982.

| Cronologia completa delle presenze e dei punti in Nazionale - Italia | Cronologia completa delle presenze e dei punti in Nazionale - Italia | Cronologia completa delle presenze e dei punti in Nazionale - Italia | Cronologia completa delle presenze e dei punti in Nazionale - Italia | Cronologia completa delle presenze e dei punti in Nazionale - Italia | Cronologia completa delle presenze e dei punti in Nazionale - Italia | Cronologia completa delle presenze e dei punti in Nazionale - Italia | Cronologia completa delle presenze e dei punti in Nazionale - Italia |
| Data                                                                 | Città                                                                | In casa                                                              | Risultato                                                            | Ospiti                                                               | Competizione                                                         | Punti                                                                | Note                                                                 |
| -------------------------------------------------------------------- | -------------------------------------------------------------------- | -------------------------------------------------------------------- | -------------------------------------------------------------------- | -------------------------------------------------------------------- | -------------------------------------------------------------------- | -------------------------------------------------------------------- | -------------------------------------------------------------------- |
| 05/07/1984                                                           | Messina                                                              | Italia                                                               | 70 - 63                                                              | Spagna                                                               | Torneo amichevole                                                    | 5                                                                    | [ 32 ]                                                               |
| 06/07/1984                                                           | Messina                                                              | Italia                                                               | 77 - 60                                                              | Francia                                                              | Torneo amichevole                                                    | 0                                                                    | [ 32 ]                                                               |
| 07/07/1984                                                           | Messina                                                              | Italia                                                               | 73 - 77                                                              | Ungheria                                                             | Torneo amichevole                                                    | 7                                                                    | [ 32 ]                                                               |
| 08/07/1984                                                           | Messina                                                              | Italia                                                               | 64 - 55                                                              | Francia                                                              | Torneo amichevole                                                    | 0                                                                    | [ 32 ]                                                               |
| 09/07/1984                                                           | Messina                                                              | Italia                                                               | 79 - 78                                                              | Ungheria                                                             | Torneo amichevole                                                    | 4                                                                    | [ 32 ]                                                               |
| 05/07/1985                                                           | Messina                                                              | Italia                                                               | 75 - 57                                                              | Francia                                                              | Torneo amichevole                                                    | 0                                                                    | [ 33 ]                                                               |
| 06/07/1985                                                           | Messina                                                              | Italia                                                               | 79 - 73                                                              | Spagna                                                               | Torneo amichevole                                                    | 0                                                                    | [ 33 ]                                                               |
| 07/07/1985                                                           | Messina                                                              | Italia                                                               | 52 - 80                                                              | Unione Sovietica                                                     | Torneo amichevole                                                    | 0                                                                    | [ 33 ]                                                               |
| 28/06/1986                                                           | Visegrád                                                             | Italia                                                               | 66 - 73                                                              | A.I.A. (USA)                                                         | Torneo amichevole                                                    | 2                                                                    | [ 34 ]                                                               |
| 29/06/1986                                                           | Visegrád                                                             | Italia                                                               | 74 - 63                                                              | Jugoslavia Juniores                                                  | Torneo amichevole                                                    | 0                                                                    | [ 35 ]                                                               |
| 30/06/1986                                                           | Visegrád                                                             | Italia                                                               | 54 - 59                                                              | Jugoslavia                                                           | Torneo amichevole                                                    | 0                                                                    | [ 35 ]                                                               |
| 28/08/1986                                                           | Le Temple-sur-Lot                                                    | Italia                                                               | 62 - 59                                                              | Francia                                                              | Torneo amichevole                                                    | 0                                                                    | [ 35 ]                                                               |
| 29/08/1986                                                           | Le Temple-sur-Lot                                                    | Italia                                                               | 66 - 70                                                              | Ungheria                                                             | Torneo amichevole                                                    | 0                                                                    | [ 35 ]                                                               |
| 30/08/1986                                                           | Le Temple-sur-Lot                                                    | Italia                                                               | 75 - 79                                                              | Polonia                                                              | Torneo amichevole                                                    | 8                                                                    | [ 35 ]                                                               |
| 14/07/1987                                                           | Rapallo                                                              | Italia                                                               | 71 - 62                                                              | Germania Ovest                                                       | Torneo amichevole                                                    | 0                                                                    | [ 36 ]                                                               |
| 15/07/1987                                                           | Rapallo                                                              | Italia                                                               | 87 - 59                                                              | Finlandia                                                            | Torneo amichevole                                                    | 0                                                                    | [ 37 ]                                                               |
| 16/07/1987                                                           | Santa Margherita Ligure                                              | Italia                                                               | 79 - 85                                                              | Polonia                                                              | Amichevole                                                           | 0                                                                    | [ 37 ]                                                               |
| Totale                                                               |                                                                      | Presenze                                                             | 17                                                                   |                                                                      | Punti                                                                | 26                                                                   |                                                                      |

## Palmarès
- Campionato italiano: 2
Trogylos Priolo: 1988-1989, 1999-2000
- Coppa dei Campioni: 1
Trogylos Priolo: 1989-1990